# Josef Mauczka
Josef Mauczka (25. srpna 1872 Nová Bystřice – 8. června 1917 Praha) byl právník a pedagog. Přednášel ve Vídni (1904), na právní fakultě v Černovicích na Bukovině (1911) a v Praze (1916). Jeho díla jsou v 21. stol. vydávána v reprintech.

## Díla
- Altes Recht Im Volksbewusstsein (česky Starý zákon v obecném povědomí) z roku 1907
- Der Rechtsgrund Des Schadensersatzes: Ausserhalb Bestehender Schuldverhältnisse : Mit Besonderer Berücksichtigung Des Österreichischen Und Deutschen Privatrechts (česky Právní důvod kompenzace: Mimo stávající smluvní závazky: Se zvláštním zřetelem na rakouské a německé soukromé právo), 418 stránek